# Веттерстрём, Густав
Гу́став Ве́ттерстрём (швед. Gustav Wetterström; 15 октября 1911 — 16 ноября 1991) — шведский футболист, нападающий. В составе сборной Швеции на чемпионате мира 1938 года занял четвёртое место.

## Клубная карьера
В чемпионате Швеции выступал на левом фланге нападения за клуб «ИК Слейпнер» из Норрчёпинга, в котором дебютировал 10 апреля 1932 года в матче против гётеборгского «Эргрюте». Вместе с командой в сезон 1936/37 выиграл серебряные медали первенства, а в следующем сезоне уже стал чемпионом, проведя за клуб все 22 игры чемпионата. По основной профессии Густав был кочегаром, а в команде его чаще всего называли по прозвищу — Гутта.

## Международная карьера
Первый матч за сборную Швеции провёл 23 сентября 1934 года против Финляндии на 3-м Скандинавском футбольном чемпионате. На мировом первенстве 1938 года в четвертьфинальной встречи с кубинцами, которая завершилась разгромом островитян 8:0, отметился хет-триком. Всего за национальную команду Густав сыграл 7 матчей, в которых забил 7 голов.
| № | Дата             | Место проведения     | Противник | Счёт | Голы | Соревнование                |
| - | ---------------- | -------------------- | --------- | ---- | ---- | --------------------------- |
| 1 | 23 сентября 1934 | Хельсинки, Финляндия | Финляндия | 4:5  | —    | 3-й Скандинавский чемпионат |
| 2 | 20 июня 1937     | Стокгольм, Швеция    | Эстония   | 7:2  | 3    | Отборочные матчи ЧМ-1938    |
| 3 | 23 июня 1937     | Варшава, Польша      | Польша    | 1:3  | 1    | Товарищеский матч           |
| 4 | 27 июня 1937     | Бухарест, Румыния    | Румыния   | 2:2  | —    | Товарищеский матч           |
| 5 | 12 июня 1938     | Антиб, Франция       | Куба      | 8:0  | 3    | Финальные матчи ЧМ-1938     |
| 6 | 16 июня 1938     | Париж, Франция       | Венгрия   | 1:5  | —    | Финальные матчи ЧМ-1938     |
| 7 | 21 июня 1938     | Копенгаген, Дания    | Дания     | 1:0  | —    | 4-й Скандинавский чемпионат |

Итого: 7 матчей / 7 голов; 3 победы, 1 ничья, 3 поражения.

## Достижения
«ИК Слейпнер»
- Чемпион Швеции: 1936/37
- Серебряный призёр чемпионата Швеции: 1937/38

Сборная Швеции
- Четвёртое место на чемпионате мира: 1938